# Bandera de Boyacá
La bandera de Boyacá  es el principal símbolo oficial del departamento colombiano de Boyacá. Esta fue aprobada a través de la ordenanza 47 de 1967 y los decretos 218 y 495 de 1968 promulgados por el gobernador de Boyacá, acogiendo de este modo el diseño y la descripción heráldica que hizo el Dr. Alfonso Mariño Camargo, magistrado del Tribunal de Tunja y miembro de la Academia Boyacense de Historia; si bien Boyacá ya contaba con una bandera cuando hizo parte de los Estados Unidos de Colombia, éstos símbolos se volvieron obsoletos una vez que la federación fue disuelta y los Estados Soberanos pasaron a llamarse Departamentos. La bandera boyacense tiene una similitud a la bandera de Surinam.

## Disposición y significado de los colores
La Bandera de Boyacá está formada por cinco franjas horizontales. Las franjas pertenecientes a los extremos superior e inferior son de color verde, cada una ocupa un sexto de la bandera y significan la fe, la devoción al servicio, el respeto y la esperanza del pueblo de Boyacá, al igual que simbolizan la fertilidad del campo el verde esmeralda de la tierra.
Las franjas cerca de la franja central (la segundo y la cuarta) son de color blanco, cada una ocupa un sexto de la bandera y significan el amor de la gente de Boyacá por su Departamento, y su seriedad y dedicación, virtudes decisivas para mantener la unidad de Boyacá.
La franja roja ocupa un tercio de la bandera y simboliza la sangre de los que sacrificaron sus vidas durante la Guerra de la Independencia de España en los campos de Tame, Pisba, Socha, Gámeza, en la Batalla de Boyacá.

## La hoja de roble
El gobernador de Boyacá, José Rozo Millán, y la Asamblea de Boyacá, mediante la Ordenanza n.º 008 del 5 de junio de 2008, aprobaron la inclusión en la bandera de una hoja de roble, en color blanco, colocada en el centro de la franja roja del pabellón. El roble es el árbol insignia de Boyacá y simboliza la estirpe, carácter y «pujanza» de la población del departamento.

## Banderas históricas

Bandera del Estado Soberano de Boyacá en 1857.
Bandera del Estado Soberano de Boyacá en 1863.
Bandera de Boyacá sin hoja de roble, utilizada entre en 1968 y 2008.